# Stadio Dinamo (Mosca)
Lo stadio Dinamo (in russo Стадион «Динамо»?) era uno stadio della città di Mosca, in Russia. Utilizzato principalmente per le partite di calcio, fu costruito nel 1928 e poteva contenere 36 540 persone; ospitava le partite casalinghe della Dinamo Mosca ed era uno dei luoghi del torneo calcistico dei Giochi della XXII Olimpiade. Nel 1953, è stata la sede del Campionato europeo maschile di pallacanestro. Nel 1996 Michael Jackson ha fatto un concerto in questo stadio durante l'HIStory World Tour. Dal 2009 (anno della sua ristrutturazione) al 2019, la Dinamo Mosca ha giocato le sue partite interne all'Arena Chimki. Lo stadio fu demolito nel 2011 e sostituito dal nuovo VTB Arena nel 2019, che potrà contenere 27.000 spettatori per il calcio, mentre la parte adibita a palasport sarà usata per basket, pallavolo e hockey su ghiaccio.